# Alaia Martín Etxebeste
Alaia Martín Etxebeste (Oyarzun, Guipúzcoa, 28 de diciembre de 1987) es una versolari y periodista guipuzcoana, hermana del también versolari Jon Martin.

## Biografía
Alaia Martín comenzó en el mundo del versolarismo a la temprana edad de 12 años cuando empezó en la escuela de su pueblo.Pronto comenzó a destacar en los campeonatos escolares ya que en 2004 lograría la txapela de campeona y el segundo puesto en los campeonatos escolares del País Vasco de 2003 y 2004.
La primera vez que participó en el Campeonato Nacional de Versos fue en 2013 donde logró una excelente actuación quedando en 9 puesto en la fase clasificatoria, quedando así a las puertas de la final.
En 2017 volvió a quedar eliminada en la segunda fase. 

Participa de forma activa en la escuela de versos de Guipúzcoa.
Ha trabajado para diversas revistas y periódicos como son: la desaparecida en 2008 revista Xirika,la revista ON, la revista juvenil Gaztezulo y  Berria entre otros. Desde 2016 trabaja para la radio pública vasca en la emisora Euskadi Irratia en el programa Zubiak, primero junto a Artzen Letona y después junto a Pantxis Bidart.
Ha participado en la creación del libro CD Moskutik Lezotira, zazpi astoren gainean en 2007 junto a diversos artistas.

## Bertsolaritza
- Campeonato nacional de bertsos:
  - Bertsolari txapelketa nagusia 2013: semifinal, segunda[3]
  - Bertsolari txapelketa nagusia 2017: semifinal, segunda fase.[4]

- Campeonato de Bertsos de Guipúzcoa:
  - Subcampeóna (1): 2015

- Campeonato escolar de bertsos:

- Campeonato escolar de Euskadi:
  - Subcampeóna (2): 2003 y 2004

- Campeonato escolar de Guipúzcoa::
  - Campeona (1): 2003 (mayores)

## Literatura

### Obras
- Moskutik Lezotira, zazpi astoren gainean